# Judith Pietersen
Pour les articles homonymes, voir Pietersen.
Judith Pietersen est une ancienne joueuse néerlandaise de volley-ball née le 3 juillet 1989 à Eibergen. Elle mesure 1,88 m et jouait au poste de centrale. Elle a totalisé 205 sélections en équipe des Pays-Bas. Elle a mis un terme à sa carrière de volleyeuse professionnelle en avril 2019.

## Clubs
| Club                     | De        | À         |
| ------------------------ | --------- | --------- |
| Longa '59 Lichtenvoorde  | 2005-2006 | 2007-2008 |
| Martinus Amstelveen      | 2008-2009 | 2008-2009 |
| TVC Amstelveen           | 2009-2010 | 2010-2011 |
| Dresdner SC              | 2011-2012 | 2012-2013 |
| Atom Trefl Sopot         | 2013-2014 | 2013-2014 |
| İdmanocağı Spor Kulübü   | 2014-2015 | 2014-2015 |
| Pallavolo Scandicci      | 2015-2016 | 2015-2016 |
| AGIL Volley              | 2016-2017 | 2016-2017 |
| River Volley             | jan 2018  | mai 2018  |
| Volley Millenium Brescia | 2018-2019 | 2018-2019 |

## Palmarès

### Équipe nationale
- Championnat d'Europe
  - Finaliste : 2015.

### Clubs
- Championnat des Pays-Bas
  - Vainqueur : 2009, 2010.
- Coupe des Pays-Bas
  - Vainqueur : 2009, 2010.
- Supercoupe des Pays-Bas
  - Vainqueur : 2005, 2008, 2009, 2010.
- Championnat d'Allemagne
  - Finaliste : 2012, 2013.
- Supercoupe de Pologne
  - Finaliste : 2013.
- Championnat d'Italie
  - Vainqueur : 2017.